# 웨일스 여자 축구 국가대표팀
웨일스 여자 축구 국가대표팀은 웨일스를 대표하는 여자 축구 대표팀으로 1973년 5월 13일 아일랜드와의 국제 경기 데뷔전에서 2-3으로 패했다.

## 국제 대회 경력

### FIFA 여자 월드컵
2023년 FIFA 여자 월드컵 유럽 지역 예선 I조에서 6승 2무 2패·조 2위로 사상 첫 여자 월드컵 유럽 예선 플레이오프 진출에 성공하며 웨일스 여자 축구 역사상 여자 월드컵 유럽 지역 예선 역대 최고 성적을 거두었다.

### UEFA 유럽 여자 축구 선수권 대회
UEFA 여자 유로 2025를 통해 사상 첫 메이저 대회 본선 무대를 밟았으나 잉글랜드, 프랑스, 네덜란드에 모두 패하며 3전 전패·D조 최하위로 대회를 마무리했다.

## 성적

### FIFA 여자 월드컵
- 1991년: 불참
- 1995년 ~ 2023년: 지역 예선 탈락

### UEFA 유럽 여자 축구 선수권 대회
- 1984년~1993년: 불참
- 1995년~2001년: 예선 탈락
- 2005년: 기권
- 2009년~2022년: 예선 탈락
- 2025년: 본선 진출

## 같이 보기
- 웨일스 축구 국가대표팀